# Hemiboea omeiensis
Hemiboea omeiensis är en tvåhjärtbladig växtart som beskrevs av Wen Tsai Wang. Hemiboea omeiensis ingår i släktet Hemiboea och familjen Gesneriaceae. Inga underarter finns listade i Catalogue of Life.